# 直刀 (重要文化財工第1886号)
本項で解説する直刀（ちょくとう）は、奈良時代頃に製作された上古刀の一つで、1973年に重要文化財に指定されている。所有者は岡山県総社市の個人。出来映えも優れ、比較的健全な姿を保つ、正倉院以外の伝世品の上古刀としての貴重性を備えた優品である。

## 特徴
刃長62.2センチメートル、内反り0.4センチメートル、元幅2.6センチメートル、先幅2.6センチメートル、切先2.0センチメートル、茎（なかご）長11.9センチメートル。切刃造、丸棟、僅かに内反り、カマス切先。地鉄は板目肌で刃寄りで柾目に流れ、地斑が交じり、地沸がつく。刃紋は直刃（すぐは）、小沸（こにえ）がつき、刃縁はほつれ、砂流しがかかり、湯走りが交じる。佩表の物打では二重刃となり、元を大きく焼き落とす。帽子（切先の刃紋）は、佩表は乱れ込んで焼き詰め、佩裏は湾れ込んで焼き詰め、先で掃き掛ける。茎は生ぶ、槌目仕立て、栗尻、無銘、茎先に手抜緒孔一つを穿つ。
直刀は、古墳時代から彎刀が普及する平安時代以降までの間に使用されていた大刀の様式である。反りはないかわずかに内反りとなり、切刃造りという鎬筋が刃寄りに大きく寄る造り込みをしている。本刀の造り込みも当時の様式に沿ったものであり、茎に手抜緒の孔を大きく穿つなどの形状から、本刀は奈良時代頃の製作とされている。
本刀のような伝世品の直刀は限られており、上代の文化財を多く保存している正倉院以外では、
- 大阪市の宗教法人四天王寺の国宝2口（丙子椒林剣、七星剣）
- 高知県の宗教法人小村神社の国宝1口（⎰金銅荘環頭大刀拵⎱大刀身）
- 東京国立博物館保管（独立行政法人国立文化財機構所有）の重要文化財1口（直刀無銘（号 水龍剣））

などが現存する。本刀は、比較的健全な姿を保ち、地鉄もよく練られており、刃の働きも多く、大刀としての出来映えも優れている。なお、当初の刀装は現存していない。
文部省は、本刀が持つ文化財としての価値を鑑み、1973年（昭和48年）6月6日に文化財保護法第27条第1項の規定により重要文化財（工芸品）に指定した（台帳・指定書番号は「工第1886号」）。指定名称は「直刀」。

## 伝来
作者・場所・時期の詳細が不明であるため、製作当時の状況は定かではないものの、出土品ではなく、人から人へ伝えられた伝世品であることは確かである。いつの頃からかは不明だが備中清水氏の手に渡り、以後代々受け継がれ、1973年の重要文化財指定時は、岡山県総社市の清水家の所蔵であった。